# Josh Pate
Joshua Warren Pate (nascut el 15 de gener de 1970) és un guionista, director i productor nord-americà. Va escriure i dirigir The Grave, Fals testimoni, The Take , i va dirigir Shrink. Pate també va co-crear Good vs Evil, Surface i Outer Banks.
Jonas Pate va néixer a Winston-Salem (Carolina del Nord), i és el germà bessó del seu company cineasta Jonas Pate. Va rebre un Bachelor of Arts en anglès de la Universitat de Carolina del Nord a Chapel Hill el 1992.

## Carrera
El 1996, Pate va començar la seva carrera de guionista, treballant al costat del seu germà Jonas en el thriller anomenat The Grave. La pel·lícula va rebre una àmplia gamma de crítiques positives després d'una projecció al Festival de Cinema de Sundance. Van col·laborar a la pel·lícula Fals testimoni l'any següent. "The Pate brothers" van crear posteriorment el programa de televisió de fantasia i acció Good vs Evil (1999). Més tard va passar a dirigir dos episodis de Fastlane (2002-2003). Del 2003 al 2004, Pate va ser coproductor executiu a L.A. Dragnet, per al qual també va escriure dos episodis.
El 2005, va co-crear la sèrie de ciència-ficció Surface, que es va emetre fins al 2006. El mateix any, també va codirigir el vídeo musical de Chris Isaak "Please", and an episode of Friday Night Lights. Va continuar la seva carrera cinematogràfica en coescriure el guió de The Take (2007). Del 2007 al 2008, va ocupar el càrrec de productor consultor al drama de televisió paranormal  Moonlight.
Pate va ser un productor executiu de la comèdia fantàstica del 2012 Blancaneu. També va signar per coescriure —amb el seu germà— la pel·lícula independent de drama criminal Way Down South.

## Filmografia
| Any  | Títol          | Acreditat com | Acreditat com | Acreditat com |
| Any  | Títol          | Guionista     | Director      | Productor     |
| ---- | -------------- | ------------- | ------------- | ------------- |
| 1996 | The Grave      | Sí            |               |               |
| 1997 | Fals testimoni | Sí            | Sí            |               |
| 2007 | The Take       | Sí            |               |               |
| 2012 | Blancaneu      |               |               | Sí            |
| 2013 | Way Down South | Sí            |               |               |

| Any       | Títol               | Acreditat com | Acreditat com | Acreditat com | Notes |
| Any       | Títol               | Guionista     | Director      | Productorr    | Notes |
| --------- | ------------------- | ------------- | ------------- | ------------- | --- |
| 1999-2000 | Good vs Evil        | Sí            | Sí            | Sí            | co-creador Episodis escrits i dirigits: "Orange Volvo" "Men Are from Mars, Women Are Evil" "Buried" "Airplane" "Underworld" 1 episodi com a productor executiu |
| 2002-03   | Fastlane            |               | Sí            |               | Episodis dirigits: "Things Done Changed" "Popdukes" |
| 2003-04   | L.A. Dragnet        | Sí            |               | Sí            | Episodis escrits: "17 in 6" "Frame of Mind" 10 episodis com a co-productor executiu                                                                            |
| 2005-06   | Surface             | Sí            | Sí            | Sí            | co-creador 15 Episodis escrits Episodi dirigit: "Episode 1.1" 15 episodis com a productor executiu                                                             |
| 2006      | Friday Night Lights |               | Sí            |               | Episodi dirigit: "Full Hearts" |
| 2007-08   | Moonlight           | Sí            |               | Sí            | Episodis escrits: "The Ringer" "Love Lasts Forever" 12 episodis com a productor consultiu                                                                      |
| 2015      | Blood & Oil         | Sí            |               | Sí            | co-creador Episodis escrits: "Pilot" "The Ripple Effect" 10 episodis com a productor executiu                                                                  |
| 2020      | Outer Banks         | Sí            |               | Sí            | co-creador Episodis escrits: "Pilot" "The Forbidden Zone" "MidSummers" "The Phantom" 10 episodis com a productor executiu                                      |

| Any  | Títol               | Acreditat com | Acreditat com | Acreditat com | Notes    |
| Any  | Títol               | Guionista     | Director      | Productor     | Notes    |
| ---- | ------------------- | ------------- | ------------- | ------------- | -------- |
| 2006 | Best of Chris Isaak |               | Sí            |               | "Please" |

## Premis i nominacions
| Any  | Premi                                       | Categoria                | Títol                                     | Resultat  |
| ---- | ------------------------------------------- | ------------------------ | ----------------------------------------- | --------- |
| 1997 | Festival Internacional de Cinema d'Estocolm | Millor guió              | Fals testimoni (compartit amb Jonas Pate) | Guanyador |
| 1998 | Festival du Film Policier de Cognac         | Premi especial del jurat | Fals testimoni (compartit amb Jonas Pate) | Guanyador |